# Vallecas

Wapen van de voormalige gemeente

Vallecas was tot 1950 een onafhankelijke Spaanse gemeente en is nu de grootste wijk van de hoofdstad Madrid. Het bestaat uit twee districten: Puente de Vallecas (240.917 inwoners) en Villa de Vallecas (65.162 inwoners). Momenteel wordt de wijk ten zuiden van Villa de Vallecas uitgebreid met de Ensanche de Vallecas, waar naar verwachting 25.000 nieuwe woningen gebouwd zullen worden.
Vallecas is bekend om het eigen karakter, het engagement en de solidariteit van zijn inwoners. De vallecanos zijn trots op hun wijk, die zij gewoonlijk Vallekas of Valle del Kas noemen. Tijdens de feesten ter ere van de beschermheilige, la Virgen del Carmen, vindt er sinds 1982 de batalla naval plaats, de "zeeslag" waarbij de inwoners, onder leiding van de Cofradía Marinera de Vallekas (zeegenootschap van Vallecas), elkaar met water overgieten en zo op ludieke wijze een zeehaven voor Vallecas opeisen. De droogte van de voorbije jaren en het verbod van de toenmalige burgemeester Álvarez del Manzano hebben ertoe geleid dat het waterverbruik tijdens de feesten sindsdien drastisch gedaald is.
Vallecas is tevens de enige wijk in Madrid die erin geslaagd is om een voetbalploeg, Rayo Vallecano, tot in de Primera División (de Spaanse eerste klasse) te loodsen, naast de traditionele clubs Real Madrid en Atlético de Madrid.
Een belangrijk evenement op sportief vlak is de San Silvestre Vallecana, een stratenloop van precies 10 km die elke laatste dag van het jaar duizenden professionele en amateuratleten lokt. In het district Puente de Vallecas vindt tevens de jaarlijkse wandeltocht 100 km Villa de Madrid plaats.
Vallecas heeft ook een eigen radiozender, Radio Vallekas en een televisiekanaal, Tele-K. Die laatste dreigt te verdwijnen aangezien het geen licentie heeft ontvangen voor digitale uitzending.
In de jaren tachtig kende de wijk, die traditioneel gevormd werd door arbeiders en migranten van binnen en daarna buiten Spanje, heel wat problemen met krotwoningen, drugs en criminaliteit. Vandaag is het echter een moderne buurt waar onder meer de Asamblea de Madrid (gemeenteraad) gevestigd is. Niet toevallig wordt Vallecas ook wel la pequeña Rusia of "klein Rusland" genoemd, want de linkse partijen behalen er steevast de beste verkiezingsresultaten van gans Madrid.

## Bekende inwoners
- Alberto García, atleet
- Ángel Nieto, motorrijder
- César Vidal, historicus, journalist en schrijver
- Enkele leden van Ska-P, een ska-punkband
- Álvaro Negredo, voetballer